# مارانو إيكو
مارانو إيكو هي بلدية في مدينة روما عاصمة ايطاليا في المنطقةِ الوسطى الغربية لاتيوم , وتقع على بعد حوالي 45 كيلومتر (28 ميل) شرقَ روما . تقع على منحدرٍ وعر ينحدرُ إلى وادي أنيين و جبل مونتي سيمبرويني الواقعِ بالقرب منه .